# Delfina Jaufret
Delfina Jaufret (Madrid, España; 1916-Buenos Aires, Argentina; 20 de abril de 1989) fue una primera actriz y directora de teatro española con carrera en Argentina.

## Carrera
Célebre actriz cómica de teatro, Jaufret supo destacarse en otros ambientes artísticos como la radio y la pantalla grande con destacada notoriedad con más de 1000 personajes interpretados.
Vivió en Buenos Aires entre 1927 y 1949. Luego se radicó con su hija en Madrid, España.
En teatro hace en 1934 su debut en la “Cía. de Narcisín Ibáñez”, junto con Narciso Ibáñez Menta, Lita Senén, Consuelo Menta, Lolita Alba, Margarita Tapia, Narciso Ibáñez Serrador (Narcisín). En 1944 conforma una compañía junto al primer actor Daniel de Alvarado. En 1963 pasa a integrar la “Compañía española del teatro popular de Madrid” dirigida por José Gordón. Integró en 1966 la Compañía Donay - Jaufret, con la actriz argentina Hebe Donay.

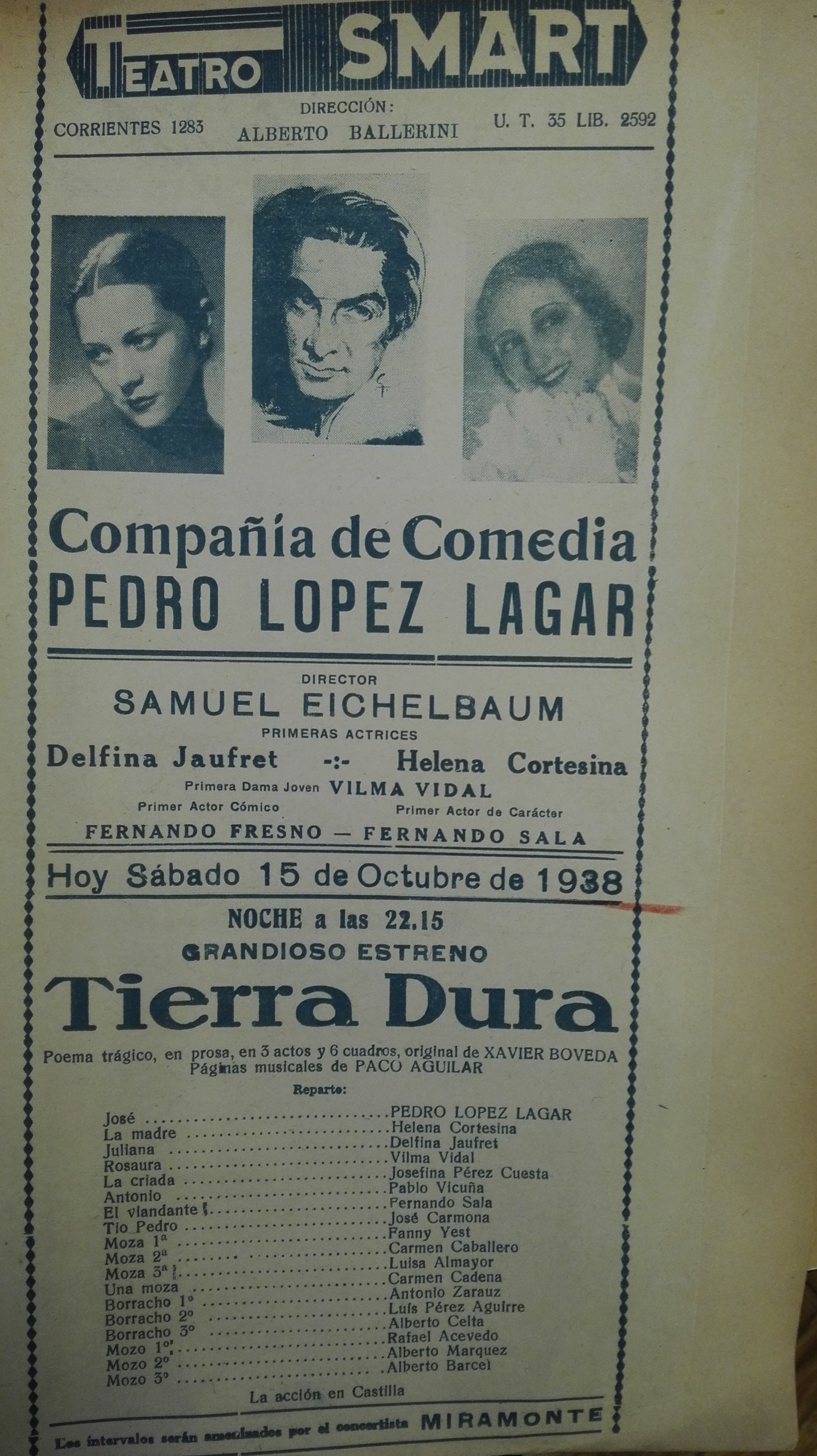

## Filmografía
- 1937: La muchacha del circo.[5]
- 1953: El diablo toca la flauta.[6]

## Televisión
- 1964: Teatro popular de Madrid.

## Teatro
- La cola de la sirena (1941), estrenada en el Teatro Marconi.
- Sentimiento gaucho (1942).
- Tierra dura (1943), tragedia en tres actos y seis cuadros.
- Una viuda difícil (1944), farsa en tres actos. Encabezada por Paulina Singerman y Alejandro Maximino.
- John, Jean y Juan (1944) de Roberto Tálice, junto a Tina Helba y Daniel de Alvarado.
- Otelo (1946), con el personaje de “Desdémona”.
- Medea (1959), dirigida por José Gordón.
- Una noche de primavera sin sueños' (1963).[7]
- Bodas de sangre (1963).
- El canto de la cigarra (1963).
- La malcasada (1963).[8]
- La loca de la casa (1963).
- La malquerida (1963).
- La loca de la casa (1963).[9]
- 'Un 30 de febrero (1964), dirigida por José Gordon Paso, junto a Hebe Donay.[10]
- Mamá con niña (1966).
- De pronto una noche (1968).
- El cuervo (1972).
- Las prostipatéticas (1972)
- Cuidado con las personas formales (1972), en el Teatro Empire.
- La inmortal Celestina (1975), adaptada por Enrique Llovet y Tito Ribero.[11]

## Vida privada
Casada por muchos años con un hombre de negocios con quien tuvo a sus dos hijos, uno de ellos el también actor teatral Rogelio Jaufret. Jaufret era prima hermana de una famosa cupletista, "La Goya", y hermana de una bailarina, "La Gioconda" (María Teresa Jaufret), cuyo esposo era el actor Rafael Arcos.

## Literatura
- Teatro Municipal General San Martín, ed. (1981). Teatro. Buenos Aires.